# ニューヨーク・ニュージャージー港湾公社

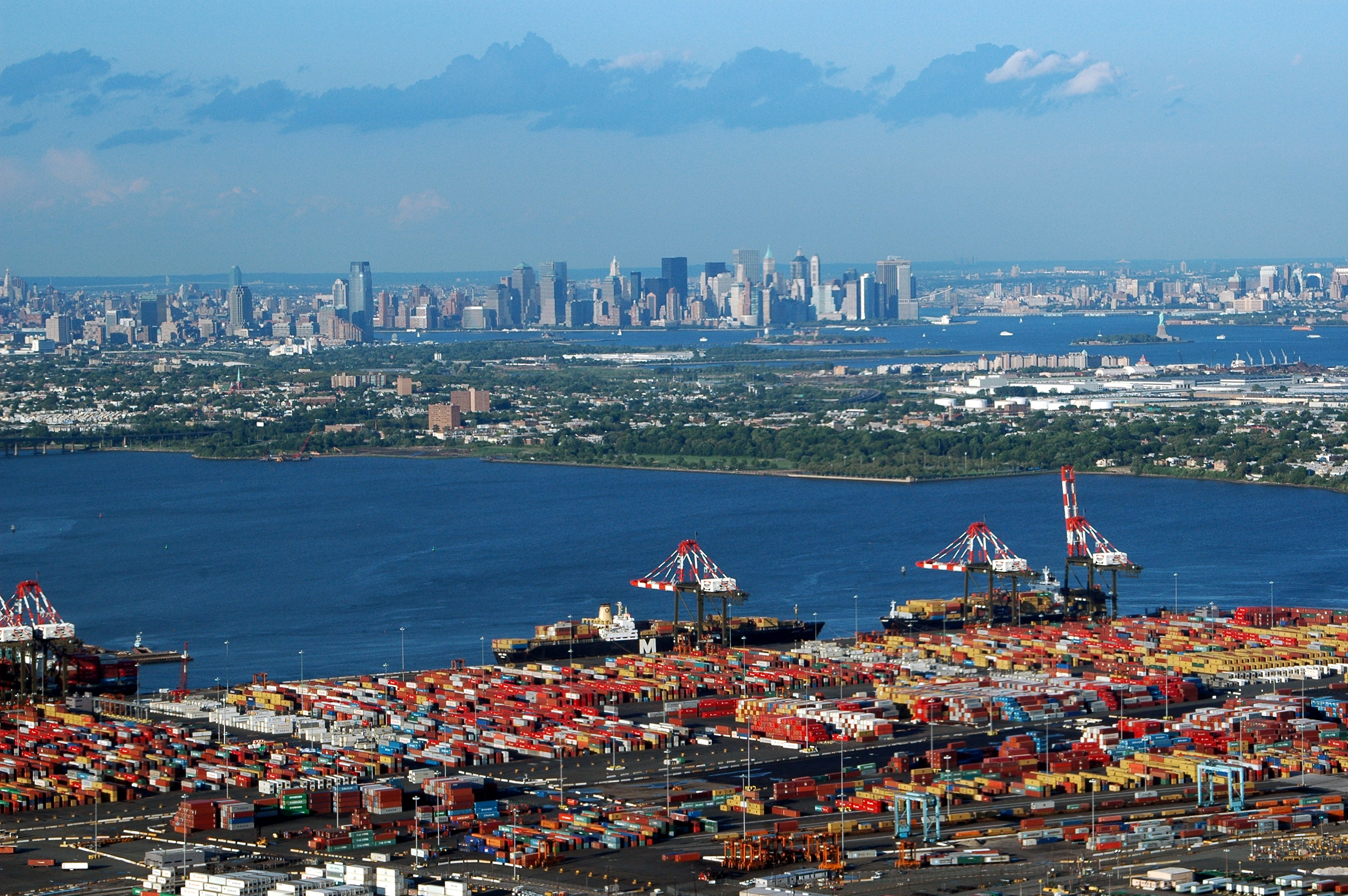
ニューヨーク・ニュージャージー港からマンハッタンを望む

ニューヨーク・ニュージャージー港湾公社（ニューヨーク・ニュージャージーこうわんこうしゃ、英語: Port Authority of New York and New Jersey）は、ハドソン川をはさんでニューヨーク・ニュージャージーの両州にまたがるニューヨーク・ニュージャージー港とその周辺地域の交通インフラを管理・運営している港湾公社である。頭文字を取ってPANYNJとも表記される。また日本語では、「ニューヨーク・ニュージャージー港湾局」、「ニューヨーク・ニュージャージー港湾管理委員会」といった訳語例や、カタカナ書きの「ニューヨーク・ニュージャージー・ポートオーソリティ」という表記も見られる。港湾公社は両州の合意のもとに1921年に設立された。ニューヨーク・ニュージャージー港湾地域はリバティ島に立つ自由の女神像から40km以内の地域と定義され、その面積は3,900km²におよぶ。
ニューヨーク・ニュージャージー港湾公社が管理・運営する施設は多岐にわたる。ニューアーク・エリザベス港海運ターミナルをはじめとするニューヨーク・ニュージャージー港のターミナルはニューヨーク・ニュージャージー港湾公社の管理下に置かれている。また、同港湾公社はジョン・F・ケネディ国際空港をはじめとするニューヨーク周辺の5つの空港を管理・運営している。さらに、ハドソン川に架かる橋、ハドソン川の下をくぐるトンネル、ポート・オーソリティ・バスターミナル、パストレインも同港湾公社が管理・運営している。同港湾公社が管理・運営する施設の警備には、約1,600人の警官を抱える独自の警察組織、ポート・オーソリティ警察があたっている。
また、ニューヨーク・ニュージャージー港湾公社は、港湾地域内の土地開発会社との合弁で、不動産開発も手がけている。

## 運営形態
ニューヨーク・ニュージャージー港湾公社のトップには、ニューヨーク・ニュージャージー両州知事が合同で立っている。両州知事はそれぞれの州の上院議員の承認のもとに、各6人ずつ（合計12人）の委員を選出する。委員の任期は6年である。また、委員は無給である。知事は同じ州から選出された委員に対してのみ拒否権を発動することができる。例えば、ニューヨーク州知事はニューヨーク州選出の委員に対しては拒否権を発動できるが、ニュージャージー州選出の委員に対しては発動できない。委員会の会議は一般に公開されている。委員の多くはビジネス界の大物か政治ブローカーで、知事との関係を緊密にしておくことを目的として参加している。これとは別に、日々の業務に責任を負い、港湾公社のポリシーを施行する役割を果たす人物として、委員会はエグゼクティブ・ディレクターを選定する。
財務面では、港湾公社は課税権を有しておらず、また州政府や地元自治体政府の税収も一切使われていない。港湾公社の主な収入源となっているのは施設の賃貸料、橋やトンネルの通行料、通勤電車の運賃である。

## 施設

アメリカ合衆国内の主要海港の貨物取扱量（2004年）

ニューヨーク・ニュージャージー港湾公社はニューヨーク・ニュージャージー港湾地域内の4つのターミナルを管理している。その4つとは、ニューヨーク市ブルックリン区のブルックリン・ポート・オーソリティ海運ターミナル、ジャージーシティとバイヨンヌの2市にまたがる自動車海運ターミナル、スタテンアイランドのハウランド・フッド海運ターミナル、およびニューアーク・エリザベスの2市にまたがるニューアーク・エリザベス港海運ターミナルである。ニューアーク・エリザベス港海運ターミナルは全米最初のコンテナ貨物ターミナルである。2004年の統計では、ニューヨーク・ニュージャージー港は総貨物取扱量において、南ルイジアナ港およびヒューストン港に次いで全米第3位である。
港湾公社は海港施設のみならず、以下の5つの空港も管理・運営している。

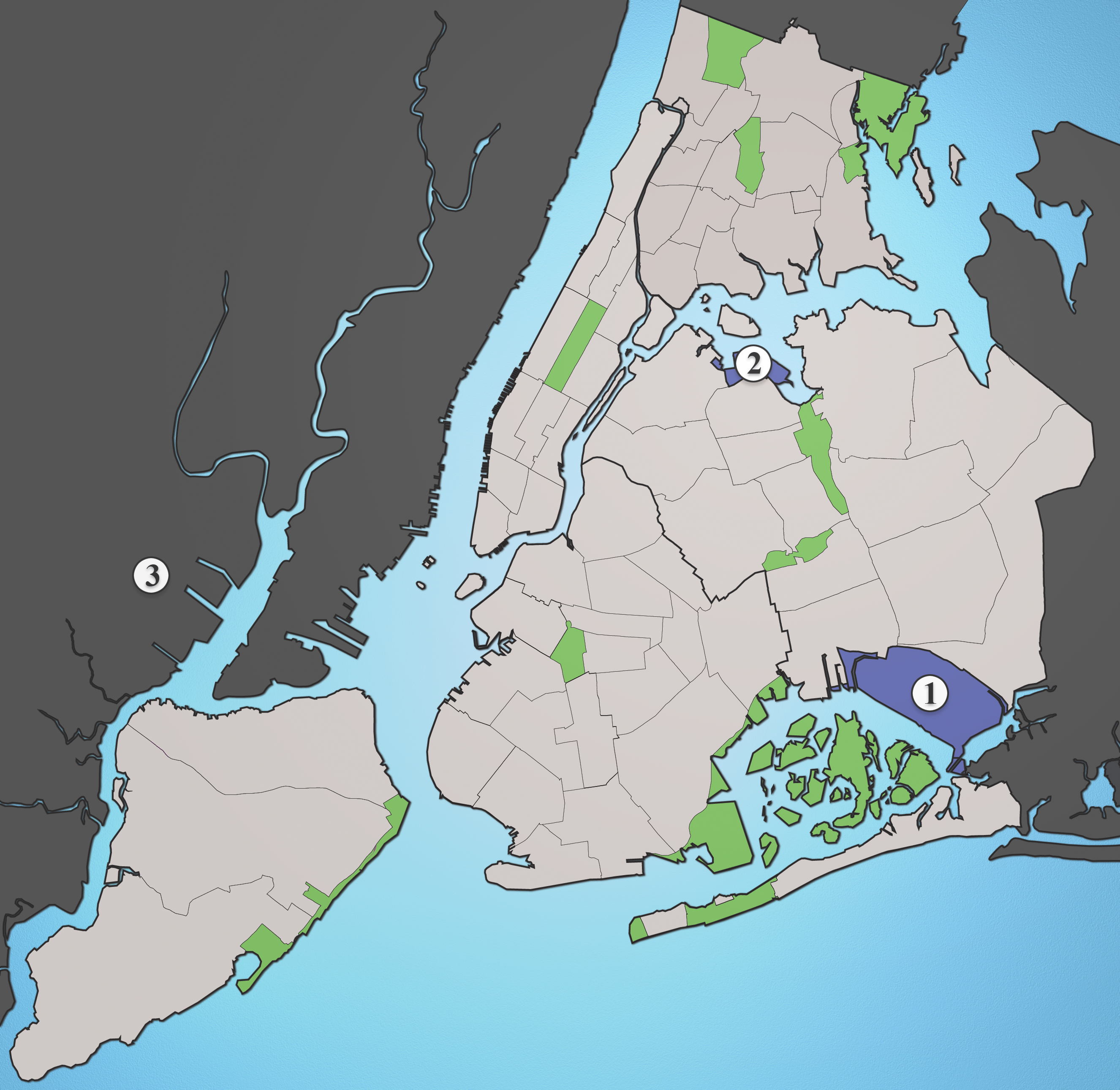
ニューヨーク市の地図と主要3空港の位置
1. ジョン・F・ケネディ
2. ラガーディア
3. ニューアーク・リバティー

- ジョン・F・ケネディ国際空港 - ニューヨーク市クイーンズ区に立地する。ニューヨークの第1空港、かつ国際的な玄関口となっている空港で、全米のみならず世界各地の主要都市から直行便がある。
- ラガーディア空港 - ニューヨーク市クイーンズ区、フラッシング・メドウの近くに立地する。国内線とカナダ線が主で、住宅密集地に立地していることから騒音と環境への配慮のため、小型・中型の航空機で運航されている飛行距離2,400km未満の便のみが発着する。
- ニューアーク・リバティー国際空港 - ニュージャージー州ニューアークとエリザベスにまたがる。ヒューストンのジョージ・ブッシュ・インターコンチネンタル空港に次ぐ、コンチネンタル航空（現在は合併してユナイテッド航空）第2のハブ空港であった。
- スチュワート国際空港 - ニューヨークの北88km、ニューヨーク州ニューバーグに立地する。1970年代に閉鎖された空軍基地が州営に転用されたもので、港湾公社は2007年にニューヨーク州政府と締結したリース契約に基づいて空港を借用している。東部諸都市やフロリダへの便がいくつか発着している。
- テターボロ空港 - ニューヨークから約20km、ニュージャージー州テターボロに立地する。ゼネラル・アビエーションと呼ばれる、専ら自家用機やチャーター機、ビジネスジェットを発着させるための空港である。

ジョン・F・ケネディ国際空港の各ターミナルと最寄の地下鉄駅を結ぶ新交通システムや、ニューアーク国際空港の各ターミナルとアムトラック/ニュージャージー・トランジットのニューアーク国際空港駅を結ぶモノレールも港湾公社の管理下で運行している。このほか、港湾公社はマンハッタンにあるダウンタウン・マンハッタン・ヘリポートも運営している。
マンハッタンとニュージャージーを結ぶ橋や河底トンネル、およびスタテンアイランドとニュージャージーを結ぶ橋はすべて港湾公社が所有し、その管理下に置かれている。これらの橋やトンネルは有料で、ニュージャージーからニューヨークに入る自動車には8ドルの通行料が課される。ただし、ニューヨークからニュージャージーへ出る自動車には通行料は課されない。
また、港湾公社はマンハッタンの42丁目、タイムズスクエアの1ブロック西に立地するポート・オーソリティ・バスターミナルや、マンハッタン北端のワシントンハイツにあるジョージ・ワシントン・ブリッジ・バスターミナルも管理・運営している。ポート・オーソリティ・バスターミナルはニューヨーク市最大のバスターミナルで、グレイハウンドをはじめとする中・長距離バスや、空港へのシャトルバスが発着するほか、ニュージャージー方面へのコミューター路線のバスも発着する。同ターミナルに発着するバスのほとんどはリンカーン・トンネルをくぐってハドソン川を越える。一方、ジョージ・ワシントン・ブリッジ・バスターミナルはニューヨーク市の路線バスや短距離のコミューター路線のバスが専ら発着している。マンハッタンと対岸のジャージーシティ・ホーボーケンを結ぶ通勤電車パストレインも、港湾公社の管理の下に運行されている。

## 歴史

### 創設期
20世紀初頭、ニューヨーク州とニュージャージー州の間には鉄道貨物輸送や州境をめぐってしばしば諍いが起きていた。当時、鉄道はニュージャージー州側を起点としていたが、船に積む貨物や船から積み降ろされた貨物はマンハッタンやブルックリンに集められた。そのため、はしけでハドソン川を越えて対岸へ貨物を運ばなければならなかった。1916年、ニュージャージー州当局は鉄道貨物輸送の問題に関してニューヨーク州を相手に訴訟を起こした。これに対し、州間通商委員会（ICC）は両州が州益よりも公益を優先し、協働するよう裁定を下した。翌1917年には港湾開発委員会が設立され、ニューヨーク・ニュージャージー港湾地域における効率的な経済開発のために両州合同の公社を設置することを勧告した。こうして1921年、ニューヨーク・ニュージャージー両州の合意の下に、ニューヨーク・ニュージャージー港湾公社の前身となるニューヨーク港湾公社が設立された。ニューヨーク港湾公社は、アメリカ合衆国史上初めて、複数の州の合意の下に設立することを認められた機関であった。革新の気風が横溢していた当時のアメリカ合衆国においては、港湾公社というアイディアは、政治的腐敗の減少と政府の効率化を狙ったものであると捉えられた。港湾公社は政治的圧力からは距離を置き、選挙のサイクルとは無関係に、より効率的に長期的なインフラ整備プロジェクトを実行することができた。しかしその一方、港湾公社にはその歴史のあらゆるところで、民主的な説明責任、またはその欠如に対する懸念が寄せられてきた。

### ハドソン川越え

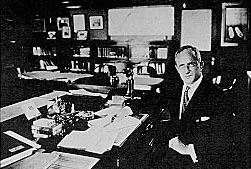
ホランド・トンネルを設計したクリフォード・ホランド、1919年

20世紀初め、ニューヨーク・ニュージャージー両州間にはハドソン川を越える橋もくぐるトンネルもなかった。港湾公社の設立に先立って設計と建設が行われてきたホランド・トンネルは1924年に開通した。自動車の交通量が増加するにつれて、ハドソン川を渡る交通手段の需要はより高まっていった。債券を発行し、利益を上げることが許されているという特性を活かし、港湾公社は大規模なインフラ整備プロジェクトを実行・管理してきた。初期のプロジェクトには、スタテンアイランドとニュージャージーとを隔てる海峡、アーサー・キルへの架橋などがあった。そのプロジェクトの1つとして、スタテン島とエリザベスを結ぶゲーソルズ・ブリッジが架けられた。橋の名はパナマ運河建設の総指揮者であったアメリカ合衆国陸軍中佐（当時）、ジョージ・ワシントン・ゲーソルズにちなんでつけられた。並行してアーサー・キルの南端に架けられたアウターブリッジ・クロッシングは、港湾公社最初のトップであったユージニアス・H・アウターブリッジからその名を取っている。この2本の橋はいずれも1928年に完成した。1931年にはスタテン島とその北に位置するバイヨンヌ市とを結ぶバイヨンヌ橋が完成し、スタテン島とジャージーシティ方面とを結ぶ交通路が確立された。
アッパー・マンハッタンとフォートリー町とを結ぶジョージ・ワシントン・ブリッジは1927年に着工し、1931年10月に完成した。橋の建設プロジェクトは港湾公社の主任技術者オスマー・アマンの管理の下で進められた。橋は予定よりも早く完成し、また予算よりも低費用で済んだ。その2年後に大統領に就任したフランクリン・ルーズベルトはニューヨーク港湾公社の効率の高さに感銘を受け、港湾公社をモデルにしてテネシー川流域開発公社をはじめとする各種の機関を創設していった。
1930年にはホランド・トンネルがニューヨーク港湾公社に移管された。ホランド・トンネルの通行料収入により、港湾公社の利益は格段に増加した。1930年代終盤になると、ホランド・トンネルの上流に、ミッドタウン・マンハッタンの38丁目・39丁目とニュージャージーとを結ぶリンカーン・トンネルの建設が始まった。1本目のトンネルは1937年に、2本目のトンネルは1945年に、そして長い交渉の末に建設された3本目のトンネルは1957年に完成した。

### 空港の整備
1942年、オースティン・J・トビンがニューヨーク港湾公社のエグゼクティブ・ディレクターに就任した。第二次世界大戦の終戦後、港湾公社はその運営対象を空港や海運ターミナルへと広げていった。ニューアーク・リバティー国際空港やニューアーク・エリザベス港海運ターミナルもこの時期に造られた。一方、当時市営であったラガーディア・フィールド（現ラガーディア空港）は1939年時点で既に離着陸能力の限界に近く、莫大な費用のかかる改修・拡張の必要に迫られていた。当時、空港は慢性的に赤字を出しながら運営されており、市は空港の維持にすら困窮し、拡張などできる余力はなかった。市は公社に空港の運営を委託することを検討し、その最有力候補がロバート・モスのトライボロウ・ブリッジ・アンド・トンネル公社であった。長期間にわたる交渉の末、1947年5月31日、ニューヨーク港湾公社はニューヨーク市との間にラガーディア空港、ジョン・F・ケネディ国際空港、およびフロイド・ベネット・フィールドの再建・開発・運営権を50年間にわたって借用するリース契約を締結した。港湾公社は空港に店舗やレストランを配置し、空港の財務体質を黒字に転じさせた。

### 世界貿易センターの建設

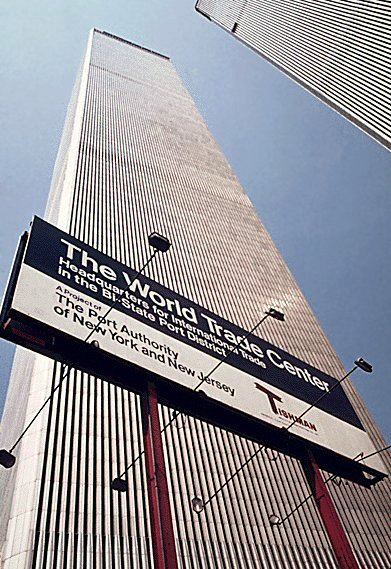
世界貿易センター、1973年

第二次世界大戦中、アメリカ合衆国の経済は国際貿易の拡大に伴って成長した。そうした経済的背景から、世界貿易センターの構想が持ち上がった。当時、ニューヨークにおける経済成長はミッドタウン・マンハッタンに集中し、ロウアー・マンハッタンはデイビッド・ロックフェラー主導で進められたファイナンシャル・ディストリクトのワン・チェース・マンハッタン・プラザ建設など一部の例外を除き、全体的に遅れを取っていた。
1961年に公開された最初の建設計画では、世界貿易センターはイースト川の河畔に建てられる予定であった。しかし、当時のニュージャージー州知事ロバート・B・メイナーは、この計画はニューヨークがこの3億3500万ドルのプロジェクトを独り占めするものだとして不快感を示し、反対した。その最中、ニュージャージーのハドソン・アンド・マンハッタン鉄道（現パストレイン）は倒産の危機に瀕していた。トビンはニュージャージーが世界貿易センタープロジェクトに協力することを条件に、ハドソン・アンド・マンハッタン鉄道の運営を引き継ぐことに合意した。この買収の一部として、港湾公社はハドソン川をくぐるハドソン・アンド・マンハッタン鉄道の2本のトンネルを改修した。また、ロウアー・マンハッタンのハドソン河畔に立地していたハドソン・アンド・マンハッタン鉄道のハドソン・ターミナルも港湾公社の所有となった。港湾公社はハドソン・ターミナルの老朽化した建物を取り壊し、そこに世界貿易センターを建設することを決定した。
ニューヨーク・ニュージャージー両州、および港湾公社との間での合意が成立した後も、世界貿易センターの建設計画への批判が続いた。当時のニューヨーク市長ロバート・ワグナーは、港湾公社が交渉や討議において関わる範囲を限定していることに懸念を示した。また、当時周辺にはラジオ・ローと呼ばれる電気街が形成されていたが、世界貿易センターの建設計画によって地域のテナント、不動産所有者、小規模な事業主が立ち退きを迫られた。この計画に伴う強制的な移住に対し、約100人の住民が反対運動を起こした。
1964年、ランバート・セントルイス国際空港やプルーイット・アイゴーなどの設計で知られるモダニズム建築家、ミノル・ヤマサキが港湾公社の建築家として採用され、ツインタワーの構想を思いついた。港湾公社の要件である930,000m²のオフィス用スペースを確保するためには、ツインタワーはそれぞれ110階建てにする必要があるとはじき出された。当時世界一の高さを誇っていたエンパイア・ステート・ビルのオーナーは、ツインタワーがこの高さで完成すると「世界一」のタイトルを失うため、このプロジェクトに憤怒した。また、「補助を受けた」大量のオフィススペースが市場に出回り、民間との競争にさらされることに対する批判もあった。またプロジェクトの費用に対する疑問も投げかけられた。1966年時点で、プロジェクトの予算は5億7500万ドルに膨れ上がっていた。ニューヨーク市と港湾公社との最終交渉は税制面の問題に集中していた。最終的には、港湾公社が税の代わりに、世界貿易センターのテナント料収入の40%を市に支払うことで合意した。民間のテナントが入る以外のオフィススペースには州政府および連邦政府の機関が入ることになった。1962年にアメリカ合衆国関税局がテナントとして入る契約を結んだ。1964年には、ニューヨーク州政府との契約が締結された。
1968年8月にノースタワーの、翌1969年1月にはサウスタワーの建設が始まった。ツインタワーが完成したとき、港湾公社が負担する費用は9億ドルに跳ね上がっていた。世界貿易センターは1973年4月4日に開館した。しかし開館式の場には、その前年にエグゼクティブ・ディレクターを辞任したトビンの姿は無かった。
1972年、30年間にわたって港湾公社のエグゼクティブ・ディレクターを務めたトビンに代わって、ウィリアム・ローナンがエグゼクティブ・ディレクターに就任した。またその年、港湾公社は名称を現在の「ニューヨーク・ニュージャージー港湾公社」に改め、組織の構造も改めた。

### 同時多発テロ事件とその後
2001年9月11日の同時多発テロ事件での世界貿易センターの崩壊は、ニューヨーク・ニュージャージー港湾公社にも大きな打撃を与えた。港湾公社の本部もまた世界貿易センターにあり、職員にも多くの犠牲を出した。事件当時、約1,400名の職員が世界貿易センターで勤務していたと推定されている。そのうち、ポートオーソリティ警察の警官37名を含む、84名の職員が事件で死亡した。事件で死亡した職員の中には、同年4月からエグゼクティブ・ディレクターを務めていたニール・D・レビンやポート・オーソリティ警察の警視フレッド・モローンもいた。崩壊後の救助作業により、ポート・オーソリティ警察の警官2名が、崩壊から24時間を経過した後で9mもの高さに積み上がった瓦礫の下から救助された。後に、この2名の警官の救出劇はオリバー・ストーン監督、ニコラス・ケイジ主演の映画「ワールド・トレード・センター」で描かれた。
世界貿易センター跡地の所有者として、港湾公社は2001年の事件直後から、シルバースタイン不動産会社、ロウアー・マンハッタン開発会社と協働で跡地の再建を進めてきた。2006年、シルバースタイン不動産会社代表ラリー・シルバースタインは、港湾公社にフリーダム・タワーの運営権を譲渡する契約を結んだ。この契約により、シルバースタインは跡地の東側に150グリニッジ・ストリート、175グリニッジ・ストリート、200グリニッジ・ストリートの3棟のビルを建設する権利を得た。これらのビルはすべて、2011年に完成する予定になっている。また、跡地の再建計画には、2003年11月に造られたパストレインのワールド・トレード・センター仮駅に代わる、ワールド・トレード・センター交通ハブを設置することも含まれている。

## 註
1. ↑  スピッツァー ニューヨーク州知事は公式に考えの変更を表明. 財団法人自治体国際化協会ニューヨーク事務所. 2007年2月5日. New York Times, 2007年1月21日の記事の翻訳.（PDFファイル/143KB）
2. ↑  ニューヨーク市周辺の空港での車輌チェックについて. 在ニューヨーク日本国総領事館. 2007年7月2日.
3. ↑  空港技術ノート 2004-6 Vol.7. pp.16. 国土技術政策総合研究所. 2004年6月. （PDFファイル/593KB）
4. 1 2 3 4  2001 Annual Report. Port Authority of New York and New Jersey. 2002年4月23日. （PDFファイル）
5. ↑  Port Authority Announces Police Promotions. Port Authority of New York and New Jersey. 2003年11月6日.
6. ↑  Doig, Jameson W. Empire on the Hudson. Epilogue. Columbia University Press. 2001年.
7. ↑  Tonnage for Selected U.S. Ports in 2004. Navigation Data Center, U.S. Army Corps of Engineers.
8. ↑  Rodrigue, Jean Paul. Shipping and Ports in the Twenty-first Century. Chapter 4, Appropriate models of port
governance Lessons from the Port Authority of New York and New Jersey. Routledge. 2004年.
9. ↑  Darton, Eric. Divided We Stand: A Biography of New York's World Trade Center. Chapter 1. Basic Books. 1999.
10. ↑  Revell, Keith D. Cooperation, Capture, and Autonomy: The Interstate Commerce Commission and the Port Authority in the 1920s. Journal of Policy History. Vol.12(2). pp.177-214. 2000年.
11. ↑  History of the Port Authority. PANYNJ.
12. 1 2 3  Doig, Jameson W. Empire on the Hudson. Chapter 1. Columbia University Press. 2001年.
13. 1 2 3 4 5 6 7  Gillespie, Angus K. Twin Towers: The Life of New York City's World Trade Center. Chapter 1. Rutgers University Press. 1999年.
14. 1 2  Lander, Brad. Land Use. Gotham Gazette. 2002年8月.
15. ↑  NAME OF IDLEWILD TO BE CITY AIRPORT; Cullman Proposes the Change and O'Dwyer Promises His Aid in Making Shift ADDED PRESTIGE OBJECT Port Authority Head Turns Over to Mayor the Releases From 17 Old Contracts. New York Times. 1947年5月30日.
16. ↑  Timeline: World Trade Center chronology. PBS - American Experience.
17. ↑  Cudahy, Brian J. Rails Under the Mighty Hudson: The Story of the Hudson Tubes, the Pennsy Tunnels, and Manhattan Transfer. Chapter 3. Fordham University Press. 2002年.
18. ↑  Darton, Eric. Divided We Stand: A Biography of New York's World Trade Center. Chapter 6. Basic Books. 1999年.
19. ↑  Danielson, Michael N. and Doig, Jameson W. New York: The Politics of Urban Regional Development. University of California Press. 1983年.
20. ↑  Kifner, John and Amy Waldman. A DAY OF TERROR: THE VICTIMS; Companies Scrambling to Find Those Who Survived, and Didn't. The New York Times. 2001年9月12日.
21. ↑  2002 Annual Report. pp.10. PANYNJ. 2002年8月. （PDFファイル/2.42MB）
22. ↑  Murphy, Dean E. A DAY OF TERROR: THE HOPES; Survivors Are Found In the Rubble. The New York Times. 2001年9月12日.
23. ↑  Filkins, Dexter. AFTER THE ATTACKS: ALIVE; Entombed for a Day, Then Found. The New York Times. 2001年9月13日.
24. 1 2  Marsico, Ron. Deal puts Freedom Tower in P.A. control. Star-Ledger. 2006年9月22日.